# Myzomela blasii
El mielero apagado (Myzomela blasii) es una especie de ave paseriforme de la familia Meliphagidae endémica de Indonesia.

## Localización
Se encuentra únicamente en las islas de Ceram, Boano y Ambon, pertenecientes a las Molucas, al oeste de Nueva Guinea.

## Distribución y hábitat
Sus hábitats naturales son los bosques de tierras bajas húmedas tropicales o subtropicales y humedales de gran altitud tropicales o subtropicales.